# Tangiwai
Tangiwai  est une communauté rurale du district de Ruapehu dans la région de Manawatū-Whanganui, située dans l’Île du nord de la Nouvelle-Zélande.

## Situation
Elle est localisée à l’est de la ville d’Ohakune et de celle de Rangataua et à l’ouest de celle de Waiouru, sur le trajet de la route State Highway 49 (en).

## Toponymie
Le Ministère de la Culture et du Patrimoine de la Nouvelle-Zélande a donné une traduction  "l’eau, qui pleure (weeping water)" pour Tangiwai.

## Histoire

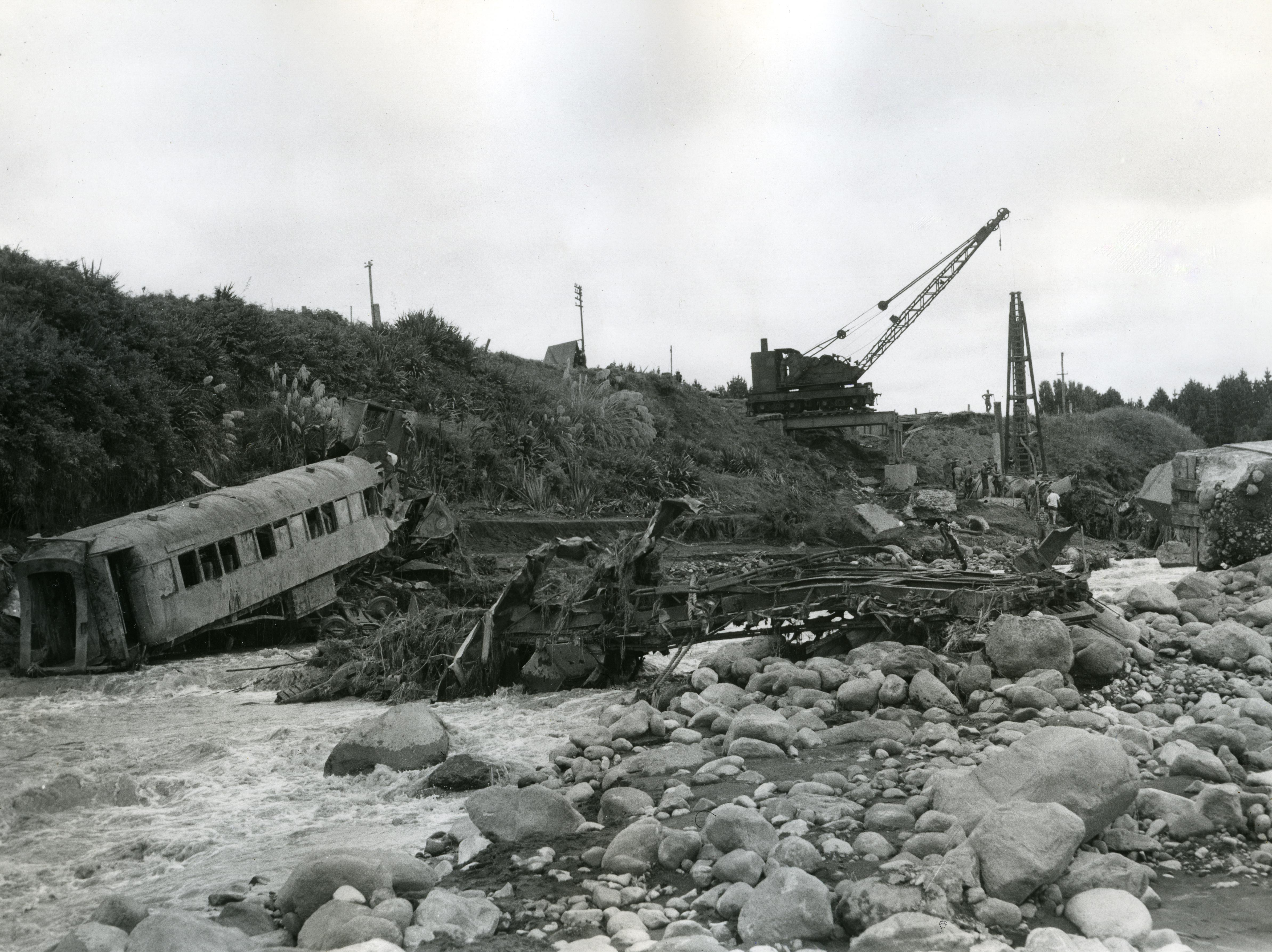
Photo de l’accident de train de 1953

Le pire accident du chemin de fer de la Nouvelle-Zélande: le désastre de Tangiwai (en), est survenu au niveau du secteur de Tangiwai le 24 décembre 1953.
Le pont de chemin de fer sur le fleuve Whangaehu s’effondra sous le train express allant de Wellington à Auckland. 
La locomotive et les 6 premiers wagons déraillèrent et chutèrent dans la rivière, tuant 151 personnes. 

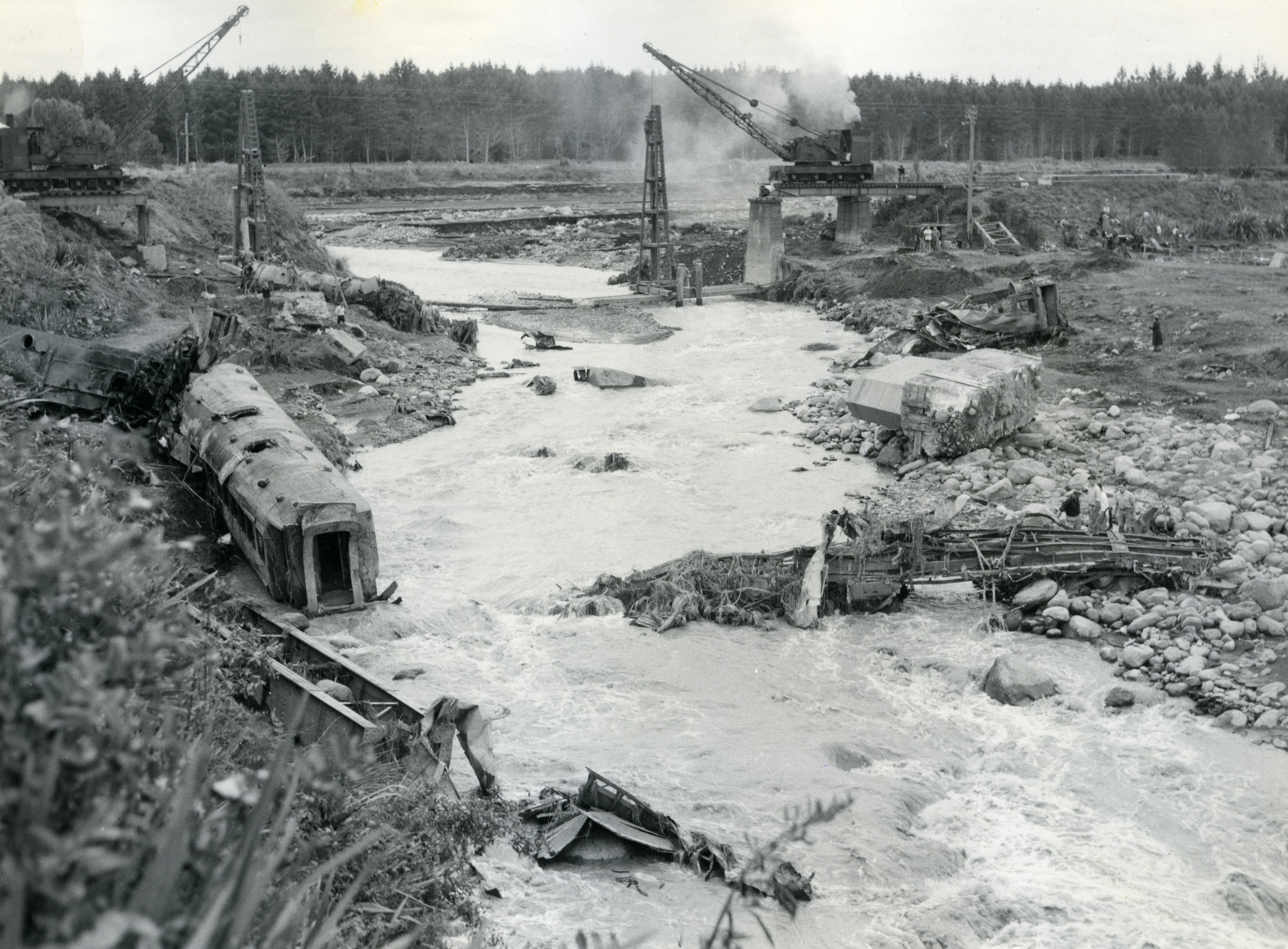
Image de la catastrophe du 24 décembre 1953

Le bureau d’enquête du « Board of Inquiry », qui s’est réuni ensuite trouva que l’accident fut causé par l’effondrement d’un barrage de tephra  à proximité du lac du cratère du Mont Ruapehu créant un important lahar dans le cours du fleuve Whangaehu, qui détruisit un de pilier du pont au niveau de la ville de Tangiwai, seulement quelques minutes avant que le train atteigne le pont.

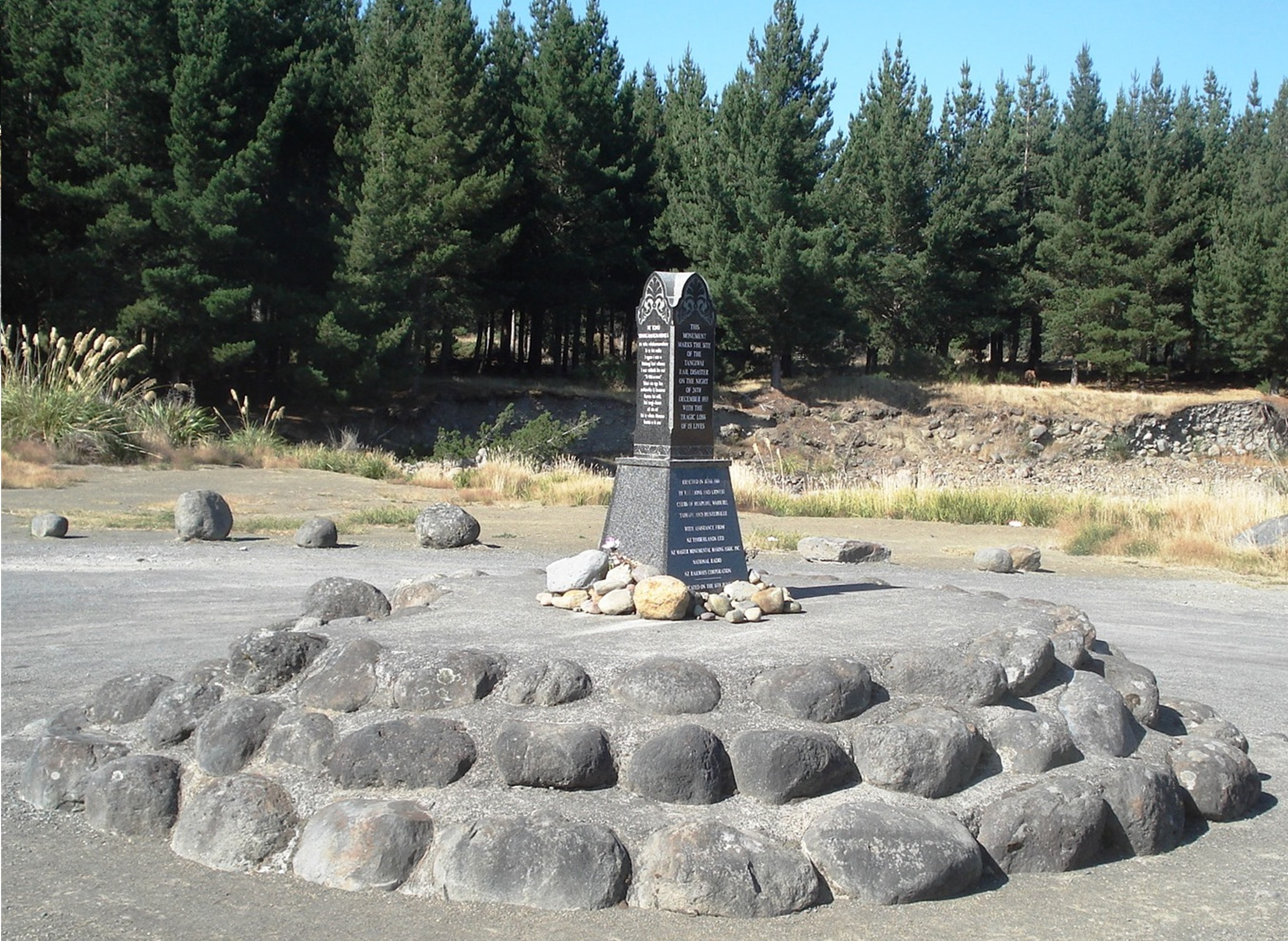
Mémorial au niveau du lieu de l’accident

Un mémorial a été construit au niveau du site de l’accident.

## Installations
Le « marae de Tirorangi » et la « maison de rencontre de Rangiteauria » sont localisés dans le secteur de Tangiwai.
C’est un terrain traditionnel de rencontre des Ngāti Rangi (en) du hapū des Ngāti Rangihaereroa (en), des Ngāti Rangiteauria (en) et des Ngāti Tongaiti (en).